# 임파서볼

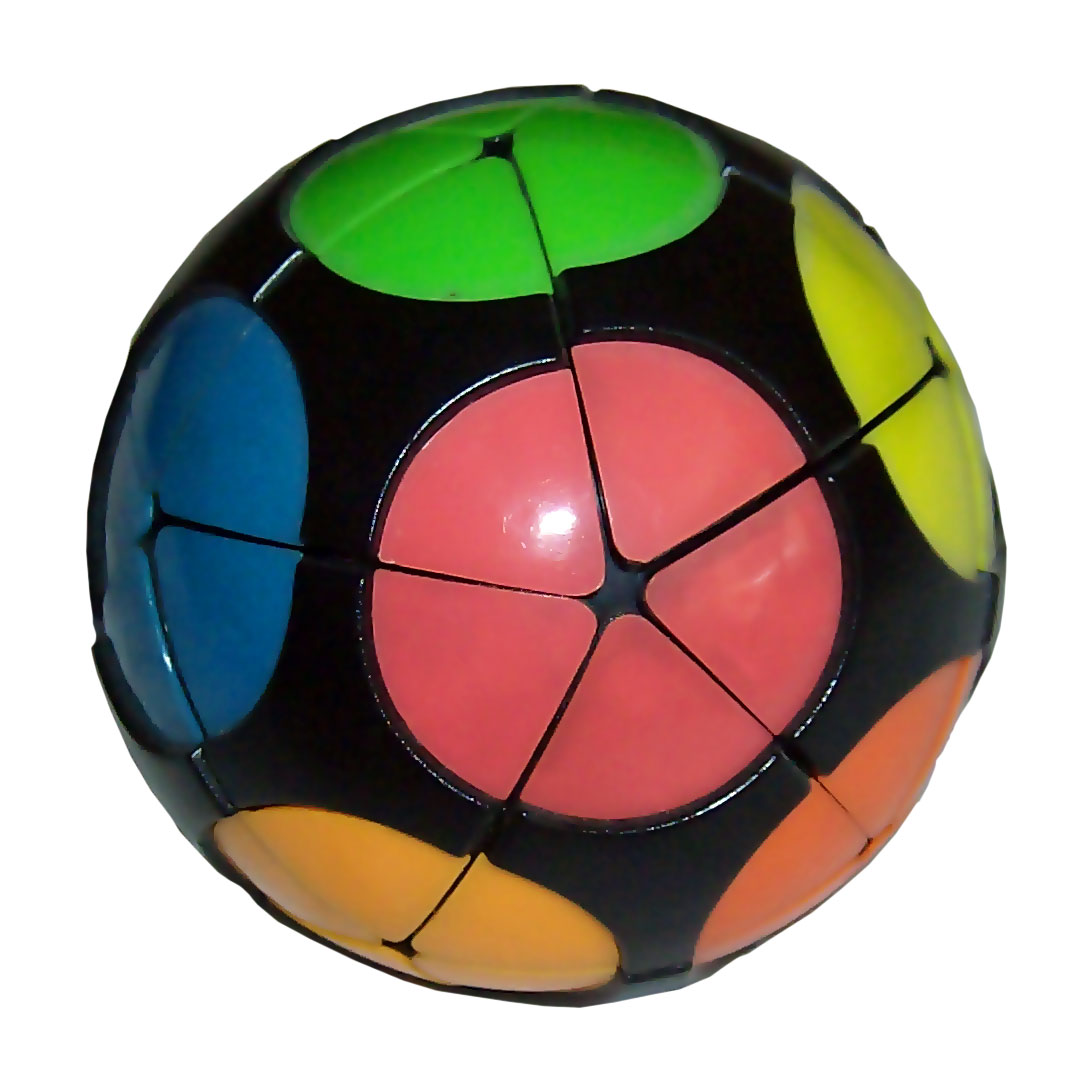
완성된 임파서볼.

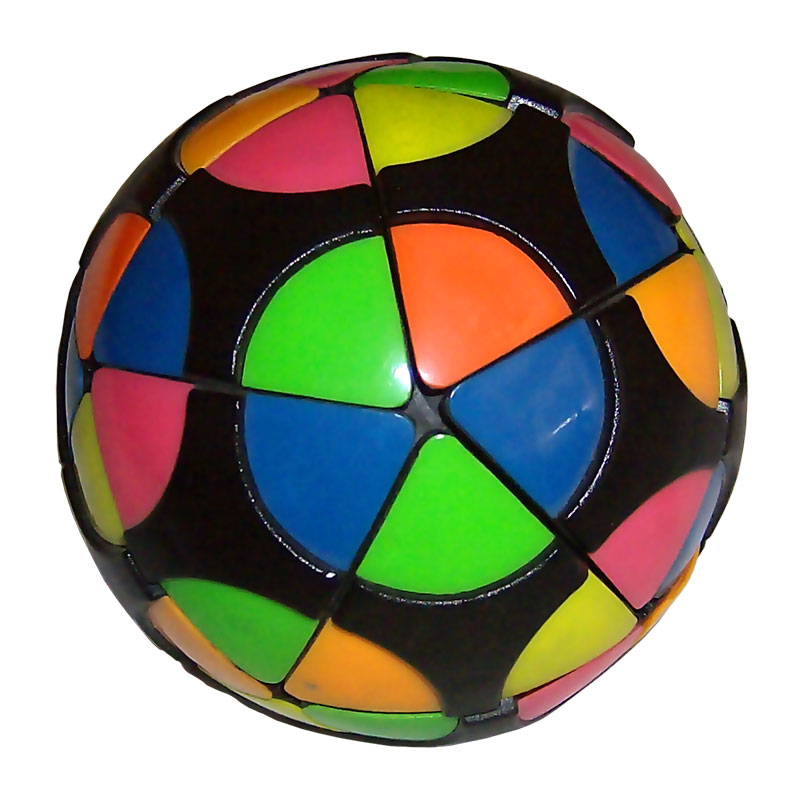
섞인 임파서볼.

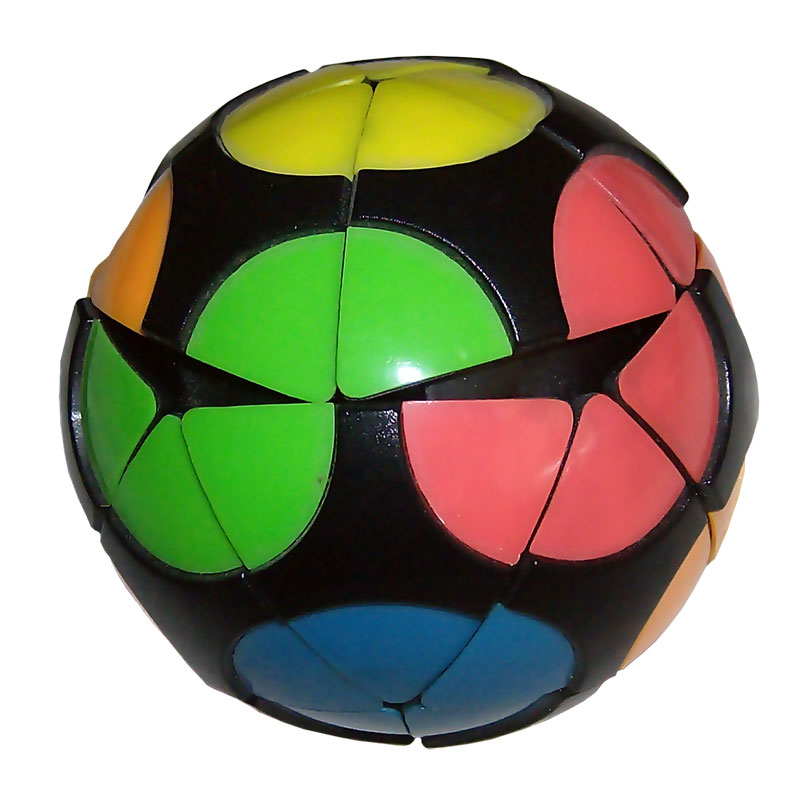
회전 중인 임파서볼, 어떻게 조각이 들리는지를 나타낸다.

임파서볼(영어: Impossiball) 루빅스 큐브와 유사한 둥근 정이십면체형 퍼즐이다. 루빅스 큐브처럼 움직일 수 있는 조각은 20개가 있지만 포켓 큐브처럼 모두 귀퉁이 조각이다.

## 역사
William O. Gustafson은 1981년에 임파서볼의 디자인에 대해서 특허를 신청했으며 1984년에 발행되었다. 우베 메페르트(Uwe Mèffert)는 이후 특허권과 해외에서 임파서볼이라는 이름으로 자신의 가게에서 팔 권리를 샀다.

## 해석
임파서볼은 구형으로 만든 정이십면체로 만들어졌고, 귀퉁이 조각만 20개가 있다. 정이십면체의 꼭짓점에 위치한 원이 열두개가 있고 6색 버전에서는 반대쪽 원은 같은 색이다. 퍼즐의 둥근 형태 때문에 각 조각들은 회전할 때 위아래로 움직인다. 한 조각을 떼어 내는 것이 가능하고, 떼어내면 구형 15 퍼즐이 된다.
이 퍼즐의 목적은 섞은 후에 원마다 색이 하나 뿐인 원래 상태로 복구하는 것이다. 이 퍼즐은 메가밍크스의 귀퉁이 조각만을 푸는 것과 같다. 오리지날 임파서볼은 루빅스 큐브의 색(빨강, 주황, 노랑, 초록, 파랑, 그리고 흰색)과 같았다. 메페르트는 현재 두 버전을 생산하는데, 하나는 6색이고 다른 하나는 12색이다. (사진에 있는) 6색 퍼즐의 색은 분홍, 다홍, 주황, 노랑, 초록, 그리고 파랑이다. 하지만 색이 같은 두 조각은 서로 거울상이기 때문에 여전히 모든 조각을 구분할 수 있다. 12색 퍼즐은 빨강, 분홍, 주황, 노랑, 두 음영의 초록, 세 음영의 파랑, 보라, 갈색과 흰색을 쓴다.

## 해법
이 위압적인 모습과 가능한 위치의 수가 더 많음에도 불구하고 임파서볼은 평범한 2×2×2 포켓 큐브보다 그다지 더 어렵지 않다. 그 이유는 이 퍼즐이 deep-cut 퍼즐이 아니기 때문이다. 이 큐브는 루빅스 큐브의 사각형 면의 층의 구조와 비슷한 오각형 면의 층만을 가진다. 루빅스 큐브에 대응하지 않는 조각은 없다. 따라서 포켓 큐브에서 사용되는 해법의 대다수가 임파서볼에서 쓸 수 있다.

## 조합의 수
퍼즐을 분해하지 않고는 홀순열을 만드는 것은 불가능 하기 때문에 조각을 배열하는 수는 20!/2가지가 있다. 마지막 조각의 방향은 나머지에 의존하기 때문에 조각의 방향은 319가지가 있다. 임파서볼은 고정된 면 중앙 조각이 없기 때문에 전체를 60으로 나눈다. 첫번째 조각의 위치와 방향은 60개가 있지만 면 중앙 조각이 없기 때문에 모두 동일하다.
{\displaystyle {\frac {20!\times 3^{19}}{120}}\approx 2.36\times 10^{25}}
전체 숫자는 23563902142421896679424000 (약 23.6 자)이다.

## 같이 보기
- 루빅스 큐브
- 메가밍크스
- 도직
- 알렉산더의 별
- 터트밍크스
- 조합 퍼즐